# Starship Troopers: Extermination
Starship Troopers: Extermination é um jogo de tiro e ação de ficção científica em primeira pessoa, parte da franquia Starship Troopers e desenvolvido e publicado pela Offworld Industries.
Anunciado em novembro de 2022, o jogo é desenvolvido e publicado pelo estúdio canadense Offworld Industries, anteriormente conhecido por desenvolver o jogo eletrônico, Squad de 2020.
Parte da franquia de mídia Starship Troopers, o jogo baseia-se em elementos encontrados no filme Starship Troopers original de 1997 e se passa trinta anos depois dele.
Embora originalmente se esperasse que Extermination suportasse ação de até 12 jogadores,  esse número foi posteriormente aumentado para incluir jogador contra ambiente (PvE) de 16 jogadores. O jogo entrou em fase de acesso antecipado em 17 de maio de 2023.

## Jogabilidade
O jogo apresenta jogabilidade cooperativa (co-op), na qual os jogadores assumem o papel de um Trooper. Existem 5 grupos por partida (Demon, Nightmare, Ifrit, Cerberus, Hellfire), após entrar em um dos esquadrões, o jogo deve escolher uma das classes de soldados: Guardian, Demolisher, Sniper, Ranger, Engineer e Medic. Enquanto isso, existem cinco tipos de “Bugs”, ou alienígenas: Drone, Warrior, Gunner, Plasma Grenadier e Tiger Elite. Há também um sistema de ping semelhante aos incluídos em Titanfall e Halo Infinite, para auxiliar na comunicação entre jogadores no jogo.
Cada partida verá os jogadores se posicionarem em vários planetas como Valaka e Agni-Prime a partir de um dropship, com a tarefa de explorá-los. Os jogadores precisarão completar missões e reunir recursos com o objetivo de criar uma base defendível dos Bugs. No final das contas, os jogadores tentarão chegar ao ponto de extração.